# Čemernik
Čemernik (cyr. Чемерник) – szczyt w Serbii. Stanowi część Masywu Rodopskiego. Jego wysokość wynosi 1638 m n.p.m.

## Charakterystyka
Administracyjnie położony jest w okręgu pczyńskim, w gminie Surdulica. Na wschód od niego w XX wieku utworzono sztuczny zbiornik wodny – Vlasinsko jezero. Nazwa szczytu pochodzi od serbskiej nazwy rośliny o nazwie ciemiężyca (serb. čemeřika). Pokryty jest lasami bukowymi.